# غوستاف بوند (سياسي)
غوستاف بوند هو سياسي سويدي، ولد في 4 فبراير 1620 في  في فنلندا، وتوفي في 25 مايو 1667 في هامبورغ في ألمانيا. انتخب governor of Södermanland County ‏ (1648 – 1653) وانتخب Lord High Treasurer of Sweden ‏ (1660 – 1667).